# Tremoctopus
Tremoctopus is een geslacht van inktvissen uit de familie van Tremoctopodidae. Het geslacht telt vier soorten. Bij alle soorten zijn twee van de acht armen aanzienlijk groter. De inktvissen leven allemaal in de subtropische en tropische wateren.

## Soorten
- Tremoctopus gelatus (Thomas, 1977)
- Tremoctopus gracilis (Souleyet, 1852)
- Tremoctopus robsoni (Kirk, 1884)
- Tremoctopus violaceus (delle Chiaje, 1830)

### Synoniemen
- Tremoctopus doderleini Ortmann, 1888 => Ocythoe tuberculata Rafinesque, 1814
- Tremoctopus hirondellei Joubin, 1895 => Tremoctopus violaceus delle Chiaje, 1830
- Tremoctopus ocellatus Brock, 1882 => Tremoctopus violaceus delle Chiaje, 1830
- Tremoctopus robsonianus => Tremoctopus robsoni Kirk, 1884
- Tremoctopus scalenus Hoyle, 1904 => Euaxoctopus scalenus (Hoyle, 1904)